# Llanystumdwy
Llanystumdwy est un village et une communauté du Gwynedd, au pays de Galles.

## Géographie
Llanystumdwy est situé sur la côte méridionale de la péninsule de Llŷn, sur la Dwyfor (en), à 3 km à l'ouest de la ville de Criccieth. La route A497 (en) passe au sud du village.
La communauté de Llanystumdwy comprend aussi les villages et hameaux d'Afon Wen (en), Chwilog (en), Llanarmon (en) et Llangybi (en).

## Démographie
Au recensement de 2011, la communauté de Llanystumdwy comptait 631 habitants.